# Harlow
Harlow este un oraș și un district ne-metropolitan situat în Regatul Unit, în comitatul Essex, regiunea East, Anglia.